# Juan de Granada
Nasr ben Ali, luego Juan de Granada (Granada, 1480 - La Coruña, 28 de febrero de 1543), fue un infante del reino musulmán de Granada y noble español.

## Biografía
Hijo de Muley Hacén y de su esposa Isabel de Solís luego Zoraida luego Isabel de Solís y hermano de Hernando de Granada, primeros propietarios de la Casa Revilla.
Los dos hermanos fueron tratados como príncipes reales, por lo que se mantuvieron en la Corte y el monarca les dotó de bienes propios como el Cortijo de Arenales y la heredad de Dar Aldefla.
Tras el fallecimiento de Muley Hacén en 1485, Zoraida se acogió a la protección de su cuñado, el Zagal, quien le propuso matrimonio, pero ella lo rechazó. Ella y sus hijos se mantuvieron en la Alhambra hasta la capitulación del Zagal en diciembre de 1489. No obstante, su cuñado marchó a Orán (reino de Tremecén), mientras que ella permaneció en Granada. Su posición quedó prácticamente irrelevante con la toma de Granada por los Reyes Católicos en 1492.
Debido a que algunos nobles granadinos instaban a sus hijos a la rebeldía, los Reyes Católicos decidieron trasladarlos a Sevilla en marzo de 1490, manteniéndoles alejados de Granada y acompañando a la Corte castellana. El 30 de abril de 1492 sus hijos y algunos criados fueron bautizados en Santa Fe por el obispo de Guadix.
Anteriormente llamado Nazar, tras la reconquista del reino nazarí y su cristianización y conversión al catolicismo cambió su nombre por el de Juan de Granada por ser su padrino Juan de Castilla, mientras su hermano fue bautizado como Hernando de Granada por ser su padrino Fernando V de Castilla. En virtude de ellos seren los únicos herederos legítimos del reino Nazarí de Granada, los Reyes Católicos los poneron a su servicio al igual que otros príncipes granadinos para evitar que reclamen el trono, al mismo tiempo que ampararon sus matrimonios con damas de la nobleza castellana, en la que entroncaron plenamente.
Asentó con su hermano en la ciudad de Valladolid y fue el heredero de la casa que el fundó. Ahí ejerció el cargo de capitán general, para que fue elegido por once de las catorce cuadrillas urbanas, pese a ser considerado, con el regidor y procurador Jorge de Herrera, enemigo de la Santa Junta y de sus acuerdos durante la revuelta comunera en Valladolid, siendo también procuradores Alonso de Vera y Alonso de Saravia. El 24 de octubre de 1520 dos cabecillas del bando popular en el seno del gobierno municipal fueron ahorcados por conspirar contra si. Aunque la Santa Junta requirió desde Ávila su intervención en su favor, permaneció fiel a Carlos I de España.
El mismo rey le nombró el 29 de julio de 1530 gobernador y capitán general o virrey del reino de Galicia en sustitución de Antonio de la Cueva, pero solo llegó en Galicia en junio de 1531. En el comienzo convocó a los representantes de las ciudades cabeza de las cuatro provincias gallegas para revisar los repartimientos del servicio concedido al rey por las Cortes de Segovia de 1532, que se reunieron en Lugo entre 21 de enero y 4 de febrero de 1533. Permaneció en este puesto durante un largo periodo, hasta su muerte el 28 de febrero de 1543, durante los casi constantes ataques de los corsarios franceses a las costas gallegas durante la guerra italiana de 1536-1538 con Francia y la guerra italiana de 1542-1546 al lado de Inglaterra con Francia y el Imperio Otomano, por lo que la mayor parte de sus esfuerzos en eses años fueron dedicados a la defensa del territorio, con el relevo, durante sus periodos de enfermedad, de Juan López de Vivero, alcaide de la fortaleza de La Coruña. Para mejorar el sistema defensivo y para su mayor securidad, permaneció durante largos períodos en esta ciudad desde el comienzo de la primera de esas guerras, y intentó la transferencia definitiva de la Real Audiencia de Galicia para la que era en esta época la estación portuaria más destacada del reino, y fue exactamente su establecimiento y permanencia en esta ciudad que provocó su enfrentamiento con Fernando de Andrade das Mariñas, I conde de Andrade, dueño de las casas que el gobernador ocupaba y cuya negativa a desalojarlas hizo necesaria la intervención del rey. Por Real Orden de 1538 elaboró la "Relación de las naos y carabelas que se han hallado en todos los puertos deste reyno de Galicia", en la que evidenció la precaria situación defensiva de Galicia, en la cual sólo constaba un total de diecisiete embarcaciones, siendo todas ellas navíos comerciales de medio porte. En este contexto se destacó particularmente su malogrado proyecto de formar una escuadra para protegier el litoral. Convocó novamente a los representantes de las ciudades cabeza de las cuatro provincias gallegas en 1542 para pedir una contribución destinada al pago de mil soldados armados para la defensa de Perpiñán, lo que le fue concedido, y para volver a tratar del fortalecimiento defensivo de la costa de Galicia, en la segunda de aquellas guerras.
Se casó en primeras nupcias con Beatriz de Sandoval, nieta materna de Diego Gómez de Sandoval y Rojas, I conde de Castrojeriz, y de su esposa Beatriz de Avellaneda, señora de Gumiel de Izán, mientras su hermano Hernando casó con la prima hermana o segunda de ella, Mencía de la Vega y Sandoval (c. 1450-e/ septiembre y diciembre de 1514), señora de la villa de Barcial de la Loma y su fortaleza, así como las localidades de Tordehumos, Guardo y Castrillo, nieta paterna o de los I condes de Castrojeriz o de Gómez de Sandoval, adelantado mayor de Castilla, y en segundas nupcias con María de Toledo y Monzón. De su primera esposa tuvo a:
- Juan de Granada y Sandoval, caballero de la Orden de Santiago, casado con Beatriz de Velasco y Mendoza, hija de Luis de Velasco y Ruiz de Alarcón, IV señor de Salinas del Río Pisuerga, virrey de Navarra y virrey de Nueva España, y de su esposa Ana de Castilla y Mendoza
- Bernardino de Granada y Sandoval, señor de la Casa Revilla, donde habitó casado con Cecilia de Mendoza, y de que estableció mayorazgo, y de quien tuvo a: 
  - Juan de Granada y Mendoza, señor del mayorazgo instituido por su padre, casado con Juana de Castilla, sin descendencia
  - Hernando de Granada y Mendoza, casado con Ana de Vitoria, sin descendencia
- Magdalena de Granada y Sandoval, casada en 1540 con Luis de Alencastre (c. 1505-1574), I comendador mayor de la Orden de Avís, señor del mayorazgo de su cuñado, con descendencia[5][6]